# Poul-Erik Høyer Larsen
Poul-Erik Høyer Larsen (ur. 20 września 1965 w Herning) – duński badmintonista, mistrz olimpijski, trzykrotny brązowy medalista mistrzostw świata, trzykrotny mistrz Europy, dwukrotny mistrz Danii w grze pojedynczej.
Trzykrotnie występował w igrzyskach olimpijskich. W 1996 roku, w Atlancie zdobył złoty medal, pokonując w finale Chińczyka Dong Jionga. Cztery lata wcześniej (1992) w Barcelonie zajął 5. miejsce, natomiast w 2000 w Sydney przegrał w drugiej rundzie i zajął dalsze miejsce. Trzykrotny brązowy medalista mistrzostw świata (1995, 1997, 1999).
Trzykrotnie zdobył złoty medal mistrzostw Starego Kontynentu (1992, 1994, 1996), w 2000 roku zdobył srebrny, a w 1990 i 1998 roku brązowy medal.
Od roku 2010 do 2014 pełnił funkcję szefa Badminton Europe, obecnie jest prezydentem Międzynarodowej Federacji Badmintona.